# Propeleda paucistriata
Propeleda paucistriata is een tweekleppigensoort uit de familie van de Nuculanidae. De wetenschappelijke naam van de soort is voor het eerst geldig gepubliceerd in 1996 door Allen & Sanders.